# Rhynchaglaea hemixantha
Rhynchaglaea hemixantha là một loài bướm đêm trong họ Noctuidae.

## Hình ảnh

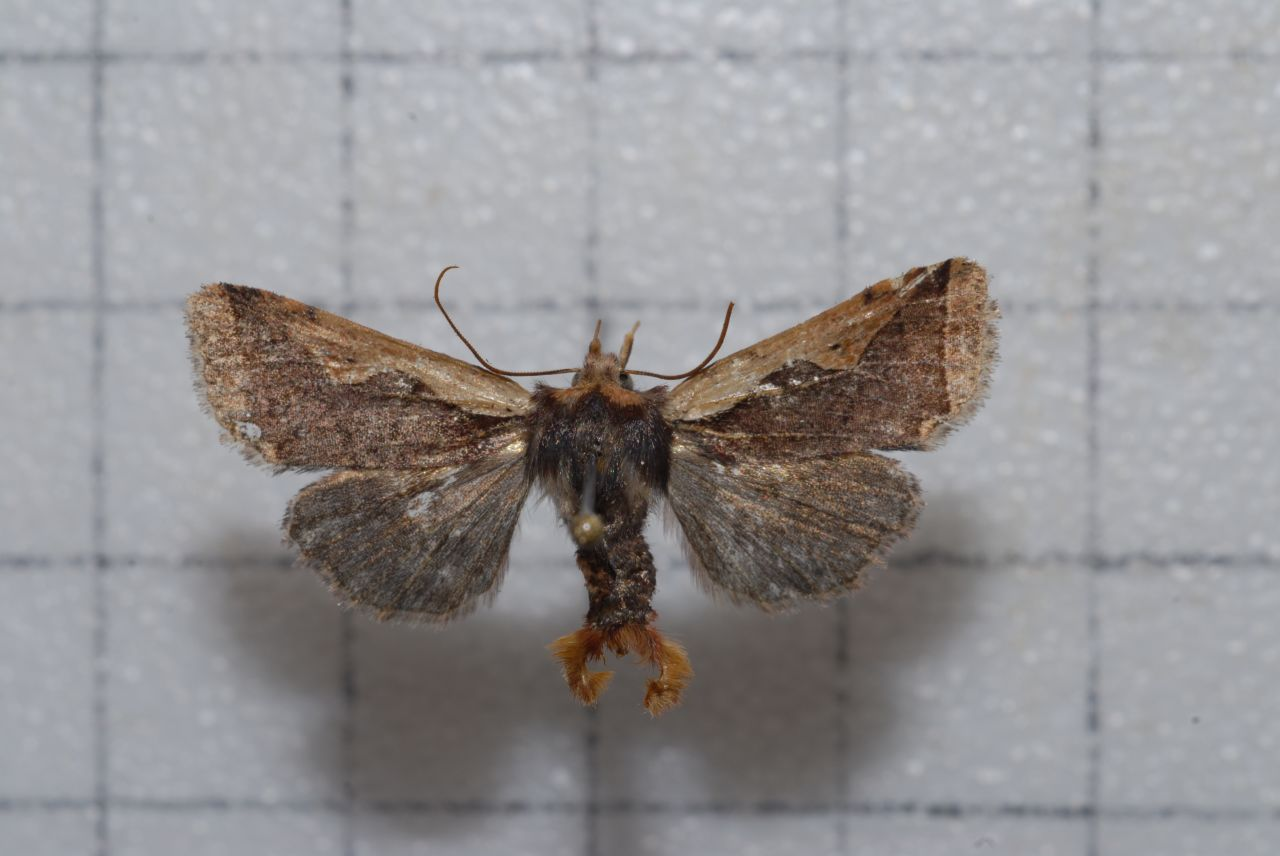
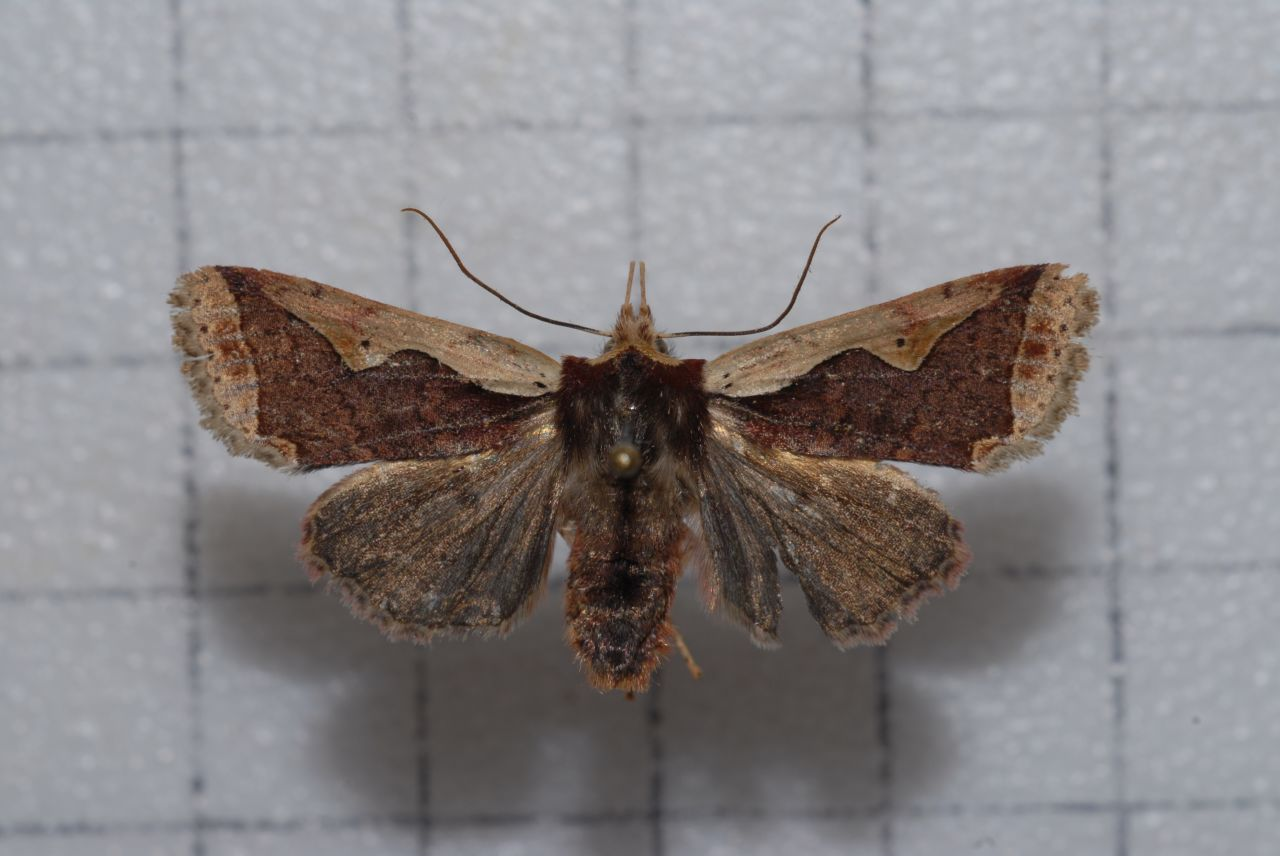